# Sergi Enrich
Sergi Enrich Ametller (Ciutadella de Menorca, 26 februari 1990) is een Spaans voetballer die bij voorkeur als aanvaller speelt.

## Clubcarrière
Enrich speelde in de jeugd bij RCD Mallorca. Op 24 januari 2010 debuteerde hij in de Primera División tegen RCD Espanyol. Tijdens het seizoen 2012/13 werd hij verhuurd aan Recreativo Huelva. Het daaropvolgende seizoen werd de aanvaller opnieuw verhuurd, ditmaal aan AD Alcorcón. 
In 2013 trok hij naar CD Numancia, waar hij 26 doelpunten in 76 competitiewedstrijden maakte. 
In 2015 tekende Enrich een driejarig contract bij SD Eibar. Op 7 november 2015 maakte hij zijn eerste treffers in de Primera División, thuis tegen Getafe CF.  Hij zou in totaal zes seizoenen bij de ploeg uit Eibar op het hoogste niveau van het Spaanse voetbal spelen.  Hij zou 34 doelpunten scoren tijdens 192 competitieduels.
Vanaf seizoen 2021-2022 zette hij een stapje terug bij SD Ponferradina en begin seizoen 2022-2023 tekende hij voor één seizoen bij reeksgenoot Real Oviedo.  Tijdens de maand april 2023 werd hij als beste speler van de reeks gekozen.

## Statistieken
| Seizoen | Club                | Land   | Competitie         | Duels | Doelp. |
| ------- | ------------------- | ------ | ------------------ | ----- | ------ |
| 2009/10 | RCD Mallorca        | Spanje | Primera División   | 1     | 0      |
| 2010/11 | RCD Mallorca        | Spanje | Primera División   | 5     | 0      |
| 2011/12 | → Recreativo Huelva | Spanje | Segunda División A | 27    | 7      |
| 2012/13 | → AD Alcorcón       | Spanje | Segunda División A | 23    | 3      |
| 2013/14 | CD Numancia         | Spanje | Segunda División A | 38    | 10     |
| 2014/15 | CD Numancia         | Spanje | Segunda División A | 38    | 16     |
| 2015/16 | SD Eibar            | Spanje | Primera División   | 38    | 9      |
| 2016/17 | SD Eibar            | Spanje | Primera División   | 38    | 11     |
| 2017/18 | SD Eibar            | Spanje | Primera División   | 19    | 3      |
| 2018/19 | SD Eibar            | Spanje | Primera División   | 35    | 7      |
| 2019/20 | SD Eibar            | Spanje | Primera División   | 30    | 1      |
| 2020/21 | SD Eibar            | Spanje | Primera División   | 27    | 3      |
| 2021/22 | SD Ponferradina     | Spanje | Segunda División A | 31    | 6      |
| 2022/23 | Real Oviedo         | Spanje | Segunda División A | 32    | 6      |
| Totaal  | Totaal              | Totaal | Totaal             | 382   | 82     |